# Zenodorus
Genre
Synonymes
- Mollika Peckham & Peckham, 1901

Zenodorus est un genre d'araignées aranéomorphes de la famille des Salticidae.

## Distribution
Les espèces de ce genre se rencontrent en Océanie et en Indonésie aux Moluques.

## Liste des espèces
Selon World Spider Catalog (version 21.5, 04/10/2020) :
- Zenodorus albertisi (Thorell, 1881)
- Zenodorus arcipluvii (Peckham & Peckham, 1901)
- Zenodorus brevis (Zhang & Maddison, 2012)
- Zenodorus danae Hogg, 1915
- Zenodorus darleyorum (Zhang & Maddison, 2012)
- Zenodorus durvillei (Walckenaer, 1837)
- Zenodorus formosus (Rainbow, 1899)
- Zenodorus jucundus (Rainbow, 1912)
- Zenodorus juliae (Thorell, 1881)
- Zenodorus lepidus (Guérin, 1834)
- Zenodorus marginatus (Simon, 1902)
- Zenodorus metallescens (L. Koch, 1879)
- Zenodorus meyeri (Zhang & Maddison, 2012)
- Zenodorus microphthalmus (L. Koch, 1881)
- Zenodorus niger (Karsch, 1878)
- Zenodorus obscurofemoratus (Keyserling, 1883)
- Zenodorus omundseni (Zhang & Maddison, 2012)
- Zenodorus orbiculatus (Keyserling, 1881)
- Zenodorus papuanus (Zhang & Maddison, 2012)
- Zenodorus ponapensis Berry, Beatty & Prószyński, 1996
- Zenodorus pupulus (Thorell, 1881)
- Zenodorus pusillus (Strand, 1913)
- Zenodorus rhodopae Hogg, 1915
- Zenodorus semirasus (Keyserling, 1882)
- Zenodorus swiftorum (Zhang & Maddison, 2012)
- Zenodorus syrinx Hogg, 1915
- Zenodorus tortuosus (Zhang & Maddison, 2012)
- Zenodorus variatus Pocock, 1898
- Zenodorus varicans (Thorell, 1881)
- Zenodorus wangillus Strand, 1911

## Publication originale
- Peckham & Peckham, 1886 : « Genera of the family Attidae: with a partial synonymy. » Transactions of the Wisconsin Academy of Sciences, Arts, and Letters, vol. 6, p. 255-342 (texte intégral).